# Heteroschistis sicaria
Heteroschistis sicaria är en fjärilsart som beskrevs av Diakonoff 1982. Heteroschistis sicaria ingår i släktet Heteroschistis och familjen vecklare. Inga underarter finns listade i Catalogue of Life.